# Cherno Mass Kah
Alhaji Cherno Mass Kah (* um 1952 in Medina Sergne Mass) ist ein gambischer Imam. Er trägt seit 2004 den Titel Imam Ratib of Banjul und ist damit einer der wichtigsten islamischen Führer in Gambia.

## Familie
Kah ist Sohn des Imams Serign Alieu Kah und Enkel von Sering Mam Mass Kah (1827–1936), dem Gründer der Siedlung Medina Serigne Mass in Lower Niumi, North Bank Region.

## Leben
Im Juni 2004 wurde der 52-jährige Kah, zuvor High-School-Lehrer, zum Nachfolger des verstorbenen Imam Ratib of Banjul Abdoulie Jobe im Rahmen einer Wahl durch Mitglieder des Verwaltungsausschusses der Banjul-Moschee ernannt. Die Entscheidung zur Nachfolge der Imamschaft löste einen größeren Streit aus.

## Auszeichnungen und Ehrungen
- 2009: Commander of the Order of the Republic of The Gambia (CRG)[4]
- 2016: July 22nd Revolution Award[5]